# Adhémar Fabri
Adhémar Fabri († 8. Oktober 1388 in Avignon) war von 1378 bis 1385 Bischof von Saint-Paul-Trois-Châteaux und ab 1385 bis zu seinem Tode Bischof von Genf.

## Leben
Adhémars Geburtsdatum ist unbekannt, er wurde erstmals 1353 erwähnt und entstammt einer Familie von Notabeln aus dem hochsavoyischen La Roche-sur-Foron. Er war Dominikaner und von 1353 bis 1357 Prior des Konvents in Genf. Urban VI. ernannte ihn 1363 zum Bischof in partibus von Bethlehem, zwischen 1366 und 1377 ist er als Weihbischof in Genf nachweisbar. 1378 wurde er Bischof  von Saint-Paul-Trois-Châteaux. Im Jahre 1385 folgte er Jean de Murol als Bischof von Genf. Adhémar war ein Vertrauter und Beichtvater Papst Clemens’ VII. und hielt sich vorwiegend am päpstlichen Hof in Avignon auf. Der Stadt Genf bestätigte er 1387 ihre Freiheiten und Gewohnheitsrechte in den sogenannten „Franchises d’Adhémar Fabri“.